# آغچه‌دیزج (ملکان)
آغجه‌دیزج یکی از روستاهای استان آذربایجان شرقی است که در دهستان گاودول غربی بخش مرکزی شهرستان ملکان واقع شده‌است. این روستا کمتر از یک کیلومتر با شهر ملکان فاصله دارد و در سمت غرب آن قرار دارد. از نظر لغوی وجه تسمیه آن به معنی قلعه سفید می‌باشد. آغجه (سفیدگون) و دیزج (قلعه) می‌باشددر اغلب کتیبه های کشف شده در گورستان ها با نام های دیگر از جمله آغ تپه و آغ قالا نیز یاد شده .
تاریخ
از نظر تاریخی تپه واقع شده در باغ های انگور جنوب غربی تازه قلعه جزعی از آثار قدمی بجا مانده از کاروانسرا های دوران عباسیان یاد شده که اطلاعات دقیقی از آن در دسترس نیست از لحاظ قدمت این روستا قدمتی ماقبل تر از شهرستان ملکان دارند مردمان این روستا در شعر سرایی تورکی مهارت زبانزدی داشتند به طوری که در زبان گفتاری آنها نیز قابل مشاهده است 
جغرافیای طبیعی
از نظر طبیعی این روستان در کرانه رود مردق چای (موردو) قرار دارد و شبکه آبرسانی زرینه رود (جغاتو) که از سد نوروزلو میاندواب منشعب می‌شوداز مرکز این روستا می‌گذرد.
مردم شناسی
بیشتر مردم این روستا سفیدکار (گچ‌بری) هستند و شغل دوم مردم کشاورزی است. زمین‌های کشاورزی این روستا مساعد برای کشت انواع رقم‌های درخت انگور است که سهم بسزایی در تولید کشمش دارند. مردم این روستا به زبان مسگری یا مراغه‌ای نیز حرف می‌زنند.
شغل قبل از انقلاب این روستا قلع زدن ظروف مسی بوده‌است که بعد از ورود هنر گچ کاری دیگر جوانان به این کار مشغول شدند.
این روستا بزرگترین هنرمندان گچ بری رو در خود جای داده‌است.

## منابع

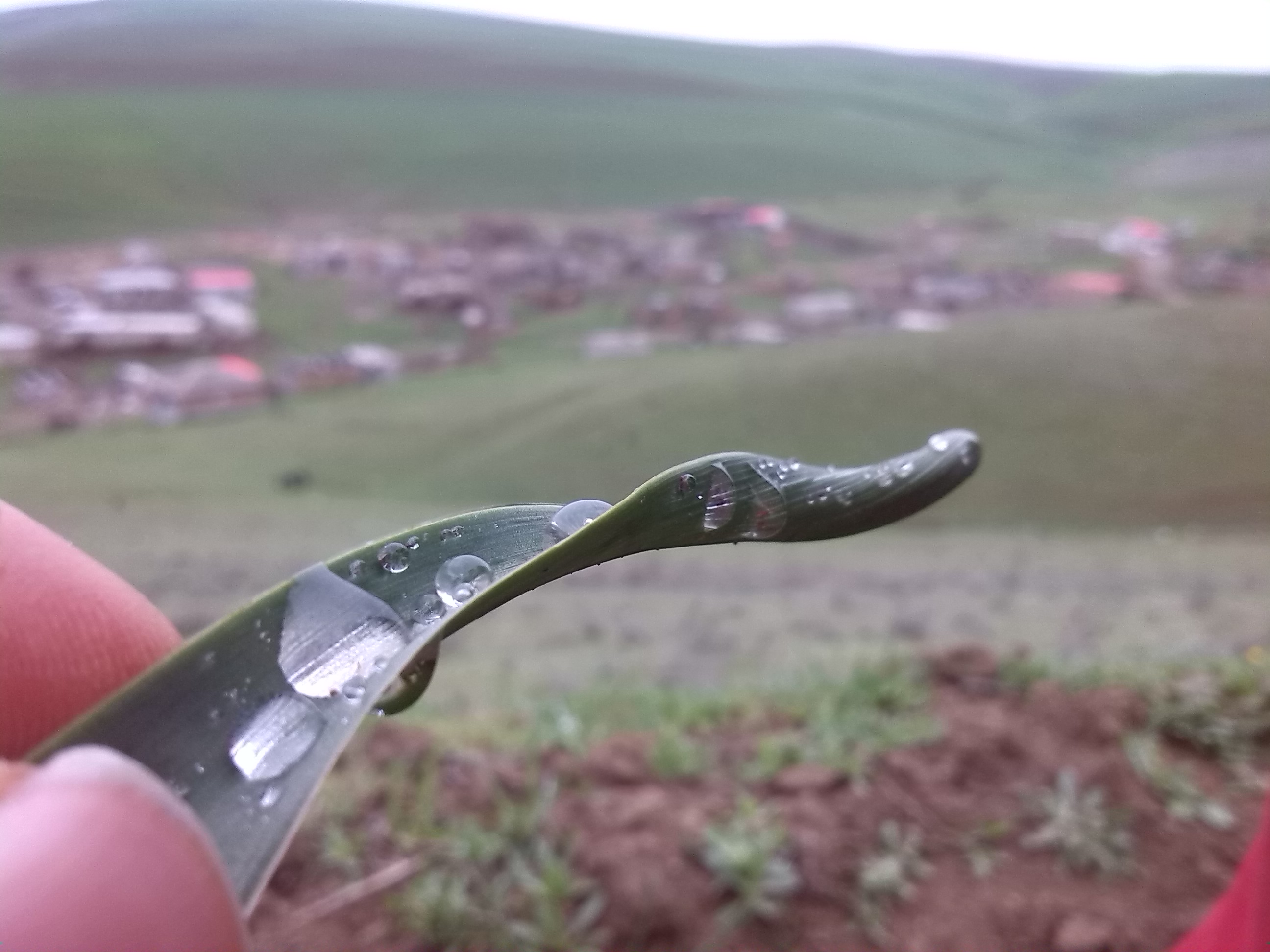
اغچه دیزج

## «نتایج سرشماری ایران در سال ۱۳۸۵». درگاه ملی آمار.بایگانی‌شدهاز روی نسخه اصلی در ۲۱ آبان ۱۳۹۲.[۱]
1. ↑  «GeoHack (37.149167; 46.082222)». geohack.toolforge.org. دریافت‌شده در ۲۰۲۴-۰۱-۱۶.